# František Škroup
Jan František Škroup (Osice, 3 juni 1801 – Rotterdam, 7 februari 1862) was een Tsjechisch componist. Hij was de zoon van componist, dirigent en organist Josef Dominik Škroup.

## Levensloop
František Škroup werd geboren in Osice, een dorpje bij Hradec Králové in een onderwijzersgezin. Hij ging naar het gymnasium in Hradec Králové en ging daarna rechten studeren in Praag. Dat laatste maakte hij echter niet af. In Praag voerde hij met vrienden stukken op in het Stavovské theater, waaronder ook Tsjechische vertalingen van opera's. Dat inspireerde hem om de eerste opera in het Tsjechisch te maken. In 1826 werd Dráteník met veel succes uitgevoerd in het Stavovské theater. Vanwege dit succes besloot František Škroup verder te gaan in de muziek. In 1827 werd hij tweede dirigent van het Stavovské theater en in 1837 eerste dirigent. Tegen zijn wil werd hij in 1857 met pensioen gestuurd. Daarna werd hij in 1860 dirigent aan de opera te Rotterdam.
František Škroup is bekend als de componist van het Tsjechische volkslied Kde domov můj. Het lied komt uit het theaterstuk Fidlovačka (1834), geschreven door Josef Kajetán Tyl. Škroup schreef de muziek bij de tekst van Tyl.
Škroup heeft de muziekstijl van Antonín Dvořák en van Bedřich Smetana.
Frantisek Škroup stierf op 60-jarige leeftijd in Rotterdam waar hij ook ligt begraven op de Algemene Begraafplaats Crooswijk

## Composities

### Werken voor orkest
- 1854 Chrudimská ouvertura ouverture voor orkest (gecomponeerd voor de opening van het stedelijk theater in Chrudim)

### Muziektheater

#### Opera's
| Voltooid in   | titel                                                             | aktes       | première                | libretto                                                                 |
| ------------- | ----------------------------------------------------------------- | ----------- | ----------------------- | ------------------------------------------------------------------------ |
| 1825          | Dráteník, op. 1                                                   | 2 aktes     | 2 februari 1826, Praag  | Josef Krasoslav Chmelenský                                               |
| 1827          | Der Nachtschatten                                                 |             |                         | C.J. Schikaneder                                                         |
| 1827-1828     | Oldřich a Božena, op. 19                                          | 3 aktes     | 14 december 1828, Praag | Josef Krasoslav Chmelenský - Duitse vertaling van F. V. Ernst            |
| 1829          | Der Prinz und die Schlange - Princ a had neb Amor mezi Amazonkami |             | 1829                    |                                                                          |
| 1830          | Bratrovrah                                                        | 1 akte      | 27 februari 1831, Praag | Jan Nepomuk Štěpánek                                                     |
| 1834          | Fidlovačka                                                        | 4 taferelen | 21 december 1834, Praag | Josef Kajetán Tyl                                                        |
| 1835 rev.1849 | Libušin sňatek, op. 20                                            | 3 aktes     | 11 april 1835, Praag    | Josef Krasoslav Chmelenský                                               |
| 1836          | Die Geisterbraut                                                  |             | 17 november 1836, Praag |                                                                          |
| 1848          | Drahomíra                                                         |             | 20 november 1848        | V.A. Svoboda-Návarovský                                                  |
| 1851          | Der Meergeuse, op. 34                                             | 3 aktes     | 29 november 1851, Praag | J. Carl Hickel                                                           |
| 1855          | Columbus, op. 38                                                  | 3 aktes     | 1942, Praag             | Josef Krasoslav Chmelenský, Tsjechische vertaling door: František Pujman |

#### Toneelmuziek
- 1835 Čestmír, historisch drama
- 1846 Pouť k chrámu umění (Bedevaart naar het Palais van de Kunsten)
- 1850 Žižkova smrt - historisch drama van Josef Jiří Kolár
- 1852 Don César a spanilá Magelona

### Kamermuziek
- Strijkkwartet nr. 1 in F groot, op. 24
- Strijkkwartet nr. 2 in c klein, op. 25
- Strijkkwartet nr. 3 in G groot, op. 29
- Trio, voor klarinet (of viool), cello en piano, op.27
- Trio facile in F groot, voor viool (of dwarsfluit), cello en piano, op.28
- Trio facile, voor viool (of dwarsfluit), cello en piano, op.30